# Vasja Cerar
Vasja Cerar, slovenski prevajalec in urednik, * 1959, Ljubljana, † 24. ali 25. oktober 2006, Ljubljana.
Prevajal je iz slovenščine v angleščino in obratno; med njegovimi najbolj znanimi prevodi so knjige iz serije o Jadranu Krtu angleške pisateljice Sue Townsend, Ezopove basni in roman Skrivnostni primer ali Kdo je umoril psa Marka Haddona.

## Življenje in delo
Od leta 1992 je delal kot urednik pri založbi Mladinska knjiga, kjer je med drugim urejal mladinski zbirki Sinji galeb in Odisej.
Poleg knjig je prevajal filme, televizijske nadaljevanke in dokumentarne oddaje, ob tem pa je objavil tudi več strokovnih del o književnosti in prevajalstvu. Med leti 1994 in 1998 je bil predsednik Društva slovenskih književnih prevajalcev, Deloval je tudi v izvršnem odboru slovenske sekcije Mednarodnega odbora za knjige za mlade (IBBY), kjer je bil leta 2000 izvoljen v krovni izvršni odbor.

## Priznanja
Za prevod romana Skrivnostni primer ali Kdo je umoril psa je bil leta 2006 nagrajen z uvrstitvijo na častno listo IBBY.
Društvo slovenskih književnih prevajalcev od leta 2021 podeljuje nagrado Vasje Cerarja za izstopajoče prevode mladinskih leposlovnih besedil iz tujih jezikov v slovenščino.